# Adele Schopenhauer
Luise Adelaide Lavinia Schopenhauer (ur. 12 lipca 1797 w Hamburgu, zm. 25 sierpnia 1849 w Bonn) – niemiecka pisarka. Używała pseudonimów Henriette Sommer i Adrian van der Venne.

## Życie i twórczość
Była córką pisarki Johanny z domu Trosiener i bogatego kupca gdańskiego Heinricha Florisa Schopenhauera, młodszą siostrą Arthura Schopenhauera.
Po samobójczej śmierci ojca w 1805 jej matka przeprowadziła się do Weimaru. W salonie literacko-artystycznym matki Adele poznała czołowych artystów tamtych czasów. Przyjaźniła się z Ottilie von Pogwisch, synową Johanna Wolfganga von Goethego, którego nazywała „ojcem”.
Nie otrzymała formalnego wykształcenia, ale była bardzo uzdolniona. Uczyła się języków klasycznych oraz nowożytnych, muzyki oraz malarstwa. Dużo czytała. Pisała bajki, wiersze, powieści, wykonywała modne w tamtych czasach silhouettki – wycinanki z czarnego papieru.
W 1819 upadł gdański bank, w którym jej matka i brat zdeponowali pieniądze odziedziczone po ojcu. Z powodu niekorzystnej sytuacji finansowej zmieniła się ich pozycja towarzyska w Weimarze. W 1828 matka i córka przeprowadziły się do Unkel w pobliżu Bonn. W Bonn Adele zaprzyjaźniła się z Sibylle Mertens-Schaaffhausen i Annette von Droste-Hülshoff. Między Sibyllą Schaaffhausen i Adelą Schopenhauer rozwinął się związek miłosny.
W 1837 z chorą matką przeprowadziła się do Jeny. Po śmierci matki w 1838, zaczęła zarabiać pisarstwem. Opublikowała niedokończony pamiętnik matki Jugendleben und Wanderbilder (Młodość i obrazki z wędrówek). Ostatnie lata życia spędziła z Sybille Mertens-Schaaffhausen przeważnie w Rzymie i Neapolu. Z Włoch wróciła chora do Bonn, gdzie zmarła 25 sierpnia 1849 i została pochowana na tamtejszym cmentarzu Alter Friedhof.

## Publikacje
- Haus-, Wald- und Feenmärchen (Dom, las i bajki), 1844;
- Anna. Ein Roman aus der nächsten Vergangenheit (Anna. Powieść z bliskiej przeszłości), 1845;
- Florenz. Ein Reiseführer mit Anekdoten und Erzählungen (Florencja. Przewodnik turystyczny z anegdotami i opowiadaniami), 1847/48;
- Eine dänische Geschichte (Duńska historia),1848;
- Gedichte und Scherenschnitte (Wiersze i sylwetki), 1920.